# European Open (Golf)
Die European Open ist ein Golfturnier der European Tour.
Das Turnier wurde 1978 gegründet und bis 1994 auf verschiedenen Golfplätzen in England gespielt, ausgenommen 1979, als es in Turnberry in Schottland stattfand. Von 1995 bis 2007 wurde es als Smurfit Kappa European Open bezw. als Smurfit European Open jährlich im The Kildare Hotel and Golf Club (K Club) im irischen Straffan gespielt. 2008 und 2009 wurden die European Open am, von Jack Nicklaus entworfenen, Heritage Kurs des London Golf Club in Kent, England ausgetragen. Im Jahr 2009 betrug das Gesamtpreisgeld knapp über 2 Mio. Euro. Zur Saison 2015 kehrte die European Open zurück in den Turnierkalender der European Tour. Das Turnier fand auf dem von Bernhard Langer designten Beckenbauer Course des Golf Resort Bad Griesbach im Rottal statt. Seit 2017 ist die Golfanlage Green Eagle in Luhdorf, einem Ortsteil von Winsen (Luhe), der Austragungsort.

## Liste der Sieger
| Jahr                         | Sieger                          | Nationalität                    | Ergebnis                        |
| European Open                | European Open                   | European Open                   | European Open                   |
| ---------------------------- | ------------------------------- | ------------------------------- | ------------------------------- |
| 2024                         | Laurie Canter                   | England                         | 279 (−13)                       |
| Porsche European Open        |                                 |                                 |                                 |
| 2023                         | Tom McKibbin                    | Nordirland                      | 283 (−9)                        |
| 2022                         | Kalle Samooja                   | Finnland                        | 282 (−6)                        |
| 2021                         | Marcus Armitage                 | England                         | 208 (−8)                        |
| 2020                         | kein Turnier, COVID-19-Pandemie | kein Turnier, COVID-19-Pandemie | kein Turnier, COVID-19-Pandemie |
| 2019                         | Paul Casey                      | England                         | 274 (−14)                       |
| 2018                         | Richard McEvoy                  | England                         | 277 (−11)                       |
| 2017                         | Jordan Smith                    | England                         | 275 (−13)                       |
| 2016                         | Alexander Lévy                  | Frankreich                      | 194 (−19)                       |
| 2015                         | Thongchai Jaidee                | Thailand                        | 267 (−17)                       |
| European Open                |                                 |                                 |                                 |
| 2009                         | Christian Cévaër                | Frankreich                      | 281 (−7)                        |
| 2008                         | Ross Fisher                     | England                         | 268 (−20)                       |
| Smurfit Kappa European Open  |                                 |                                 |                                 |
| 2007                         | Colin Montgomerie               | Schottland                      | 269 (−11)                       |
| 2006                         | Stephen Dodd                    | Wales                           | 279 (−9)                        |
| Smurfit European Open        |                                 |                                 |                                 |
| 2005                         | Kenneth Ferrie                  | England                         | 285 (−3)                        |
| 2004                         | Retief Goosen                   | Südafrika                       | 275 (−13)                       |
| 2003                         | Phillip Price                   | Wales                           | 272 (−16)                       |
| 2002                         | Michael Campbell                | Neuseeland                      | 282 (−6)                        |
| 2001                         | Darren Clarke                   | Nordirland                      | 273 (−15)                       |
| 2000                         | Lee Westwood                    | England                         | 276 (−12)                       |
| 1999                         | Lee Westwood                    | England                         | 271 (−17)                       |
| 1998                         | Mathias Grönberg                | Schweden                        | 275 (−13)                       |
| 1997                         | Per-Ulrik Johansson             | Schweden                        | 267 (−21)                       |
| 1996                         | Per-Ulrik Johansson             | Schweden                        | 277 (−11)                       |
| 1995                         | Bernhard Langer                 | Deutschland                     | 280 (−8)                        |
| European Open                |                                 |                                 |                                 |
| 1994                         | David Gilford                   | England                         | 275 (−13)                       |
| GA European Open             |                                 |                                 |                                 |
| 1993                         | Gordon Brand, Jr.               | Schottland                      | 275 (−13)                       |
| 1992                         | Nick Faldo                      | England                         | 262 (−18)                       |
| 1991                         | Mike Harwood                    | Australien                      | 277 (−11)                       |
| Panasonic European Open      |                                 |                                 |                                 |
| 1990                         | Peter Senior                    | Australien                      | 267 (−13)                       |
| 1989                         | Andrew Murray                   | England                         | 277 (−11)                       |
| 1988                         | Ian Woosnam                     | Wales                           | 260 (−20)                       |
| 1987                         | Paul Way                        | England                         | 279 (−9)                        |
| 1986                         | Greg Norman                     | Australien                      | 269 (−11)                       |
| 1985                         | Bernhard Langer                 | BR Deutschland                  | 269 (−11)                       |
| 1984                         | Gordon Brand, Jr.               | Schottland                      | 270 (−10)                       |
| 1983                         | Isao Aoki                       | Japan                           | 274 (−6)                        |
| European Open Championship   |                                 |                                 |                                 |
| 1982                         | Manuel Piñero                   | Spanien                         | 266 (−14)                       |
| Dixcel Tissues European Open |                                 |                                 |                                 |
| 1981                         | Graham Marsh                    | Australien                      | 275 (−13)                       |
| European Open Championship   |                                 |                                 |                                 |
| 1980                         | Tom Kite                        | Vereinigte Staaten              | 284 (−8)                        |
| 1979                         | Sandy Lyle                      | Schottland                      | 275 (−9)                        |
| 1978                         | Bobby Wadkins                   | Vereinigte Staaten              | 283 (−5)                        |